# Bez wstydu
Bez wstydu ('Schaamteloos') is een Poolse dramafilm uit 2012 onder regie van Filip Marczewski.

## Verhaal
Tadek komt onverwacht op bezoek bij zijn halfzus Anka in de flat waar ze vroeger samen met hun moeder woonden. Anka is niet blij met de komst van Tadek want ze staat op het punt uit te gaan met haar nieuwe vriend Andrzej. Tadek voelt zich seksueel aangetrokken tot Anka en wil bij haar blijven wonen. Roma-meisje Irmina droomt ervan met Tadek te trouwen en verlangt naar een toekomst buiten haar benauwde familiekring. Andrzej blijkt de leider van een groep neonazi's te zijn die het op de Roma's gemunt heeft.

## Rolverdeling
- Mateusz Kościukiewicz als Tadek
- Agnieszka Grochowska als Anka
- Anna Próchniak als Irmina
- Maciej Marczewski als Andrzej

## Prijzen en nominaties
- Agnieszka Grochowska won in 2013 de Poolse filmprijs voor beste actrice voor haar rol in deze film.
- In 2012 werd Filip Marczewski op het Internationaal filmfestival van Chicago genomineerd voor de Gouden Hugo in de competitie voor beginnende regisseurs.